# Arvid Wachtmeister (1919–2004)
Arvid Fredrik Wachtmeister, född 12 januari 1919 i Malmö, död 7 december 2004, var en svensk greve, civilekonom och godsförvaltare.

## Biografi
Wachtmeister var son till greve Claes Wachtmeister (1873-1945) och Ebba Ericson (1885-1983) samt bror till Bleckert Wachtmeister och Rütger Wachtmeister. Han avlade studentexamen 1937 och blev pol.mag. i Lund 1944. Wachtmeister avlade ekonomexamen vid Handelshögskolan i Stockholm 1946 och var godsförvaltare och innehavare av Knutstorps gods från 1946. Han var styrelseledamot i Svenska Handelsbanken i Helsingborg från 1962, ledamot i kommunfullmäktige och taxeringsnämnden i Kågeröds landskommun. Wachtmeister var styrelseordförande i Torekov tennisklubb och medlem av Rotary International.
Wachtmeister gifte sig 1951 med Margit Brante (född 1928), dotter till universitetsbokhandlaren Knut Brante och Elisabeth Schedin. Han var far till Tycho (född 1952), Fredrik (född 1954), Carolina och Knut (födda 1959) samt Johan (född 1963). Wachtmeister avled 2004 och gravsattes Kågeröds kyrkogård.